# Mercedes-Benz Citaro

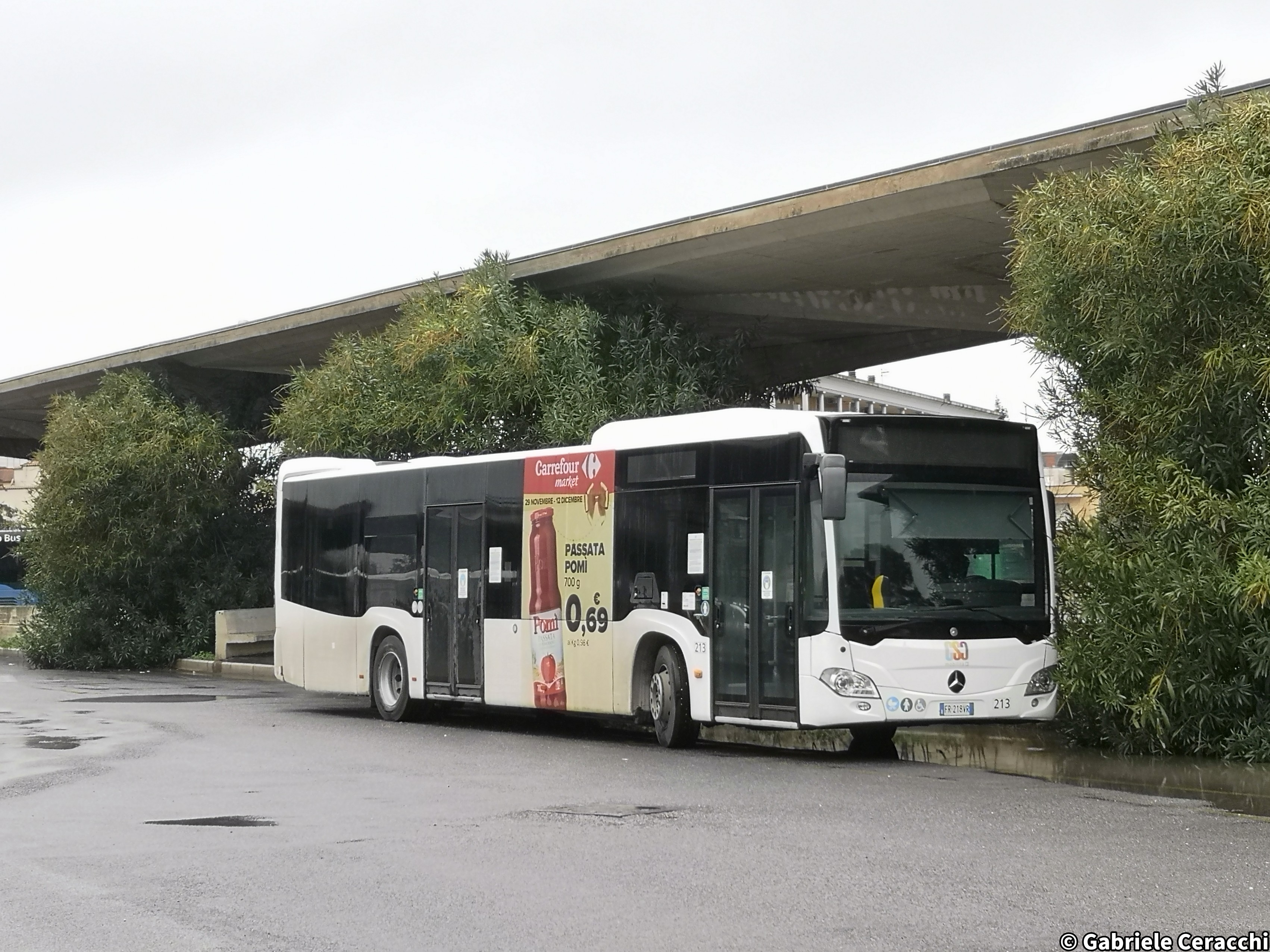
Mercedes-Benz Citaro C2 di CSC Mobilità in sosta alle autolinee di Latina.

Il Mercedes-Benz Citaro (AFI: [sɪˈtɑʀo]) è un modello di autobus, autosnodato e filobus prodotto a partire dal 1998 dall'azienda tedesca EvoBus con marchio Mercedes-Benz.
Diffuso in più di 40 nazioni, è l'autobus di maggior successo prodotto con marchio Mercedes-Benz, con più di 55 000 esemplari prodotti al 2019. L'assemblaggio avviene dal 1998 negli stabilimenti di Mannheim in Germania e Ligny-en-Barrois, in Francia. Il Citaro, nelle sue varie versioni, ha vinto tre volte l'International Bus & Coach of the Year nel 2006, nel 2012 e nel 2018.

## Storia
Dopo oltre un decennio dalla messa in commercio degli ultimi due autobus prodotti con marchio Mercedes-Benz, ossia l'O405N e l'O407, la controllata EvoBus concepì l'O530 che ribattezzò Citaro. Il modello fu quindi presentato nel giugno 1997 al congresso dell'Associazione internazionale del trasporto pubblico (UITP) di Stoccarda e nello stesso anno l'azienda tedesca Hamburger Hochbahn di Amburgo ne fu la prima acquirente. La produzione iniziò nel corso dell'anno successivo.
Il 16 aprile 2014 Daimler ha annunciato la vendita del 40 000º esemplare di Citaro, assegnato alla lussemburghese Voyages Émile Weber.

## Tecnica

### Citaro (1997-2006)
Il Citaro è il primo autobus con pianale integralmente ribassato prodotto dalla Mercedes-Benz. Per consentire l'abbassamento del pianale, il motore (OM 906 oppure OM 457 (h) LA) è stato posizionato sul lato sinistro dello sbalzo posteriore. In un primo momento il modello ebbe un gran numero di problemi, legati al raffreddamento del motore. Anche per compensare questi problemi, nel 2002 e nel 2006 fu rivisto nel design. In particolare, nel 2006 vennero ridisegnata la parte posteriore e ammorbidite le linee del frontale.

### Citaro Facelift (2006-2011)
Il Citaro Facelift, strutturalmente simile al modello della prima serie, presenta un nuovo design della coda, dalle linee più morbide, ed un nuovo assetto della fanaleria frontale, con le frecce rivolte verso l'alto ed invertite rispetto al prima serie. 

### New Citaro (2011-2012)
La denominazione "New Citaro" deriva proprio dall'aggiornamento stilistico. Viene modificato in gran parte il frontale e gli interni, con nuovi fari e posto guida, del resto il mezzo resta quasi identico alla versione precedente. 
In un primo momento, tuttavia, proseguì la produzione con i motori della generazione precedente, rispondenti alle norme Euro V.

### Citaro C2 (dal 2012)

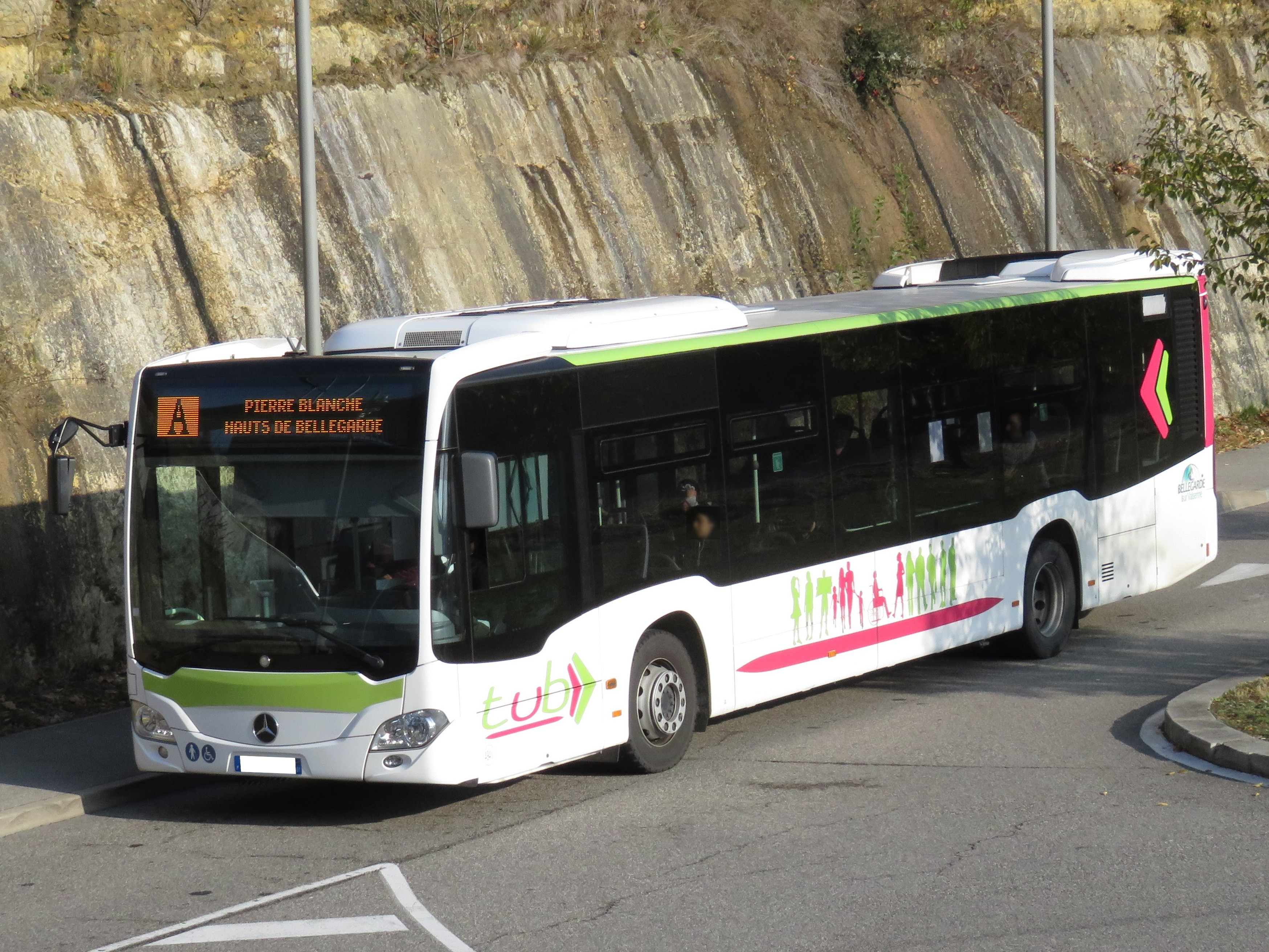
Citaro C2 da 12 metri

Nel maggio 2012, in concomitanza con il restyling della parte posteriore dovuto anche al maggiore ingombro dei filtri per la nuova classe ambientale di emissioni, il Citaro ricevette i motori OM 936 da 7.7 litri di cilindrata (220 e 260 kW, 299 e 354 CV) e OM 470 da 10,7 litri di cilindrata (265 e 290 kW, 360 o 394 CV). Tutti questi motori rispondono ora agli standard Euro 6.
Dal 2018 è inoltre disponibile la versione elettrica denominata eCitaro a cui è seguito, nel 2020, il lancio dell'autosnodato elettrico. Nel 2024 viene presentata la versione 10m "K".

## Versioni

### O530
- Lunghezza: 12,2 m
- Allestimento: urbano, interurbano (Ü)
- Alimentazione: gasolio, metano (GNC), elettricità (E-Citaro), ibrido, filobus (O530-TR12), idrogeno (O530BZ)
- Posti a sedere: da 28 a 40
- Disponibile anche in versione semiribassata (LE)

### O530K
- Lunghezza: 10,8 m
- Allestimento: urbano
- Alimentazione: gasolio, ibrido

### O530M
- Lunghezza: 13 m
- Allestimento: urbano, interurbano (Ü)
- Alimentazione: gasolio
- Disponibile anche in versione semiribassata (LE)

### O530L
- Lunghezza: 15 m
- Allestimento: urbano, interurbano (Ü)
- Alimentazione: gasolio
- Posti a sedere: 58
- Disponibile anche in versione semiribassata (LE)

### O530G
- Lunghezza: 18,3 m
- Allestimento: urbano, interurbano (Ü)
- Alimentazione: gasolio, ibrido, metano (GNC)
- Posti a sedere: da 35 a 50

### O530GL (CapaCity)
- Lunghezza: 19,5 m (GL), 21 m (GL2)
- Allestimento: urbano
- Alimentazione: gasolio
- Posti a sedere: 45

## Diffusione

### Asia

#### Emirati Arabi Uniti
Tra il 2007 e il 2009 circa 180 Citaro sono stati consegnati, su ordine dell'emirato di Abu Dhabi, alla città di al-'Ayn.

### Europa

#### Austria
Il Citaro ha trovato particolare fortuna nella flotta di Wiener Linien, che ha acquistato oltre 400 esemplari nel 2021.

#### Croazia
I Citaro sono presenti alla ZET di Zagabria in molteplici versioni: 10, 12 e 18 metri.

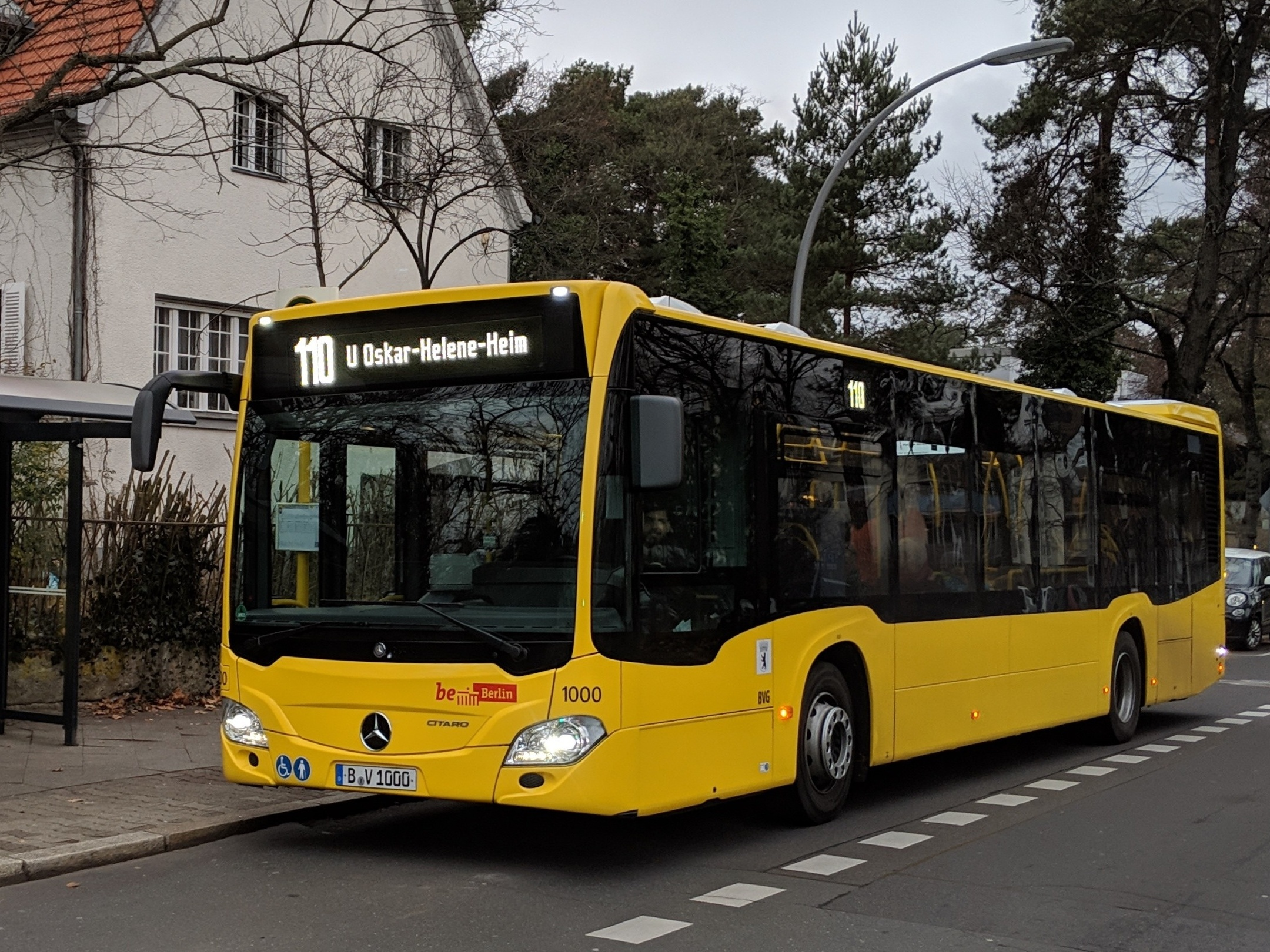
Citaro C2 di BVG

#### Germania
Nel suo paese d'origine il Citaro si è ampiamente diffuso. Il maggiore quantitativo è stato acquistato da BVG, che nel solo 2018 ha effettuato l'ordine più consistente di sempre richiedendo la produzione di 950 esemplari. Diverse centinaia di Citaro sono stati acquistati anche da Hamburger Hochbahn, VHH e ASEAG mentre minori quantitativi si sono riscontrati nelle flotte di ÜSTRA e BSAG.

#### Francia
In Francia diversi esemplari sono stati acquistati dalla Métropole di Rouen Normandia e dalla Métropole di Rennes.

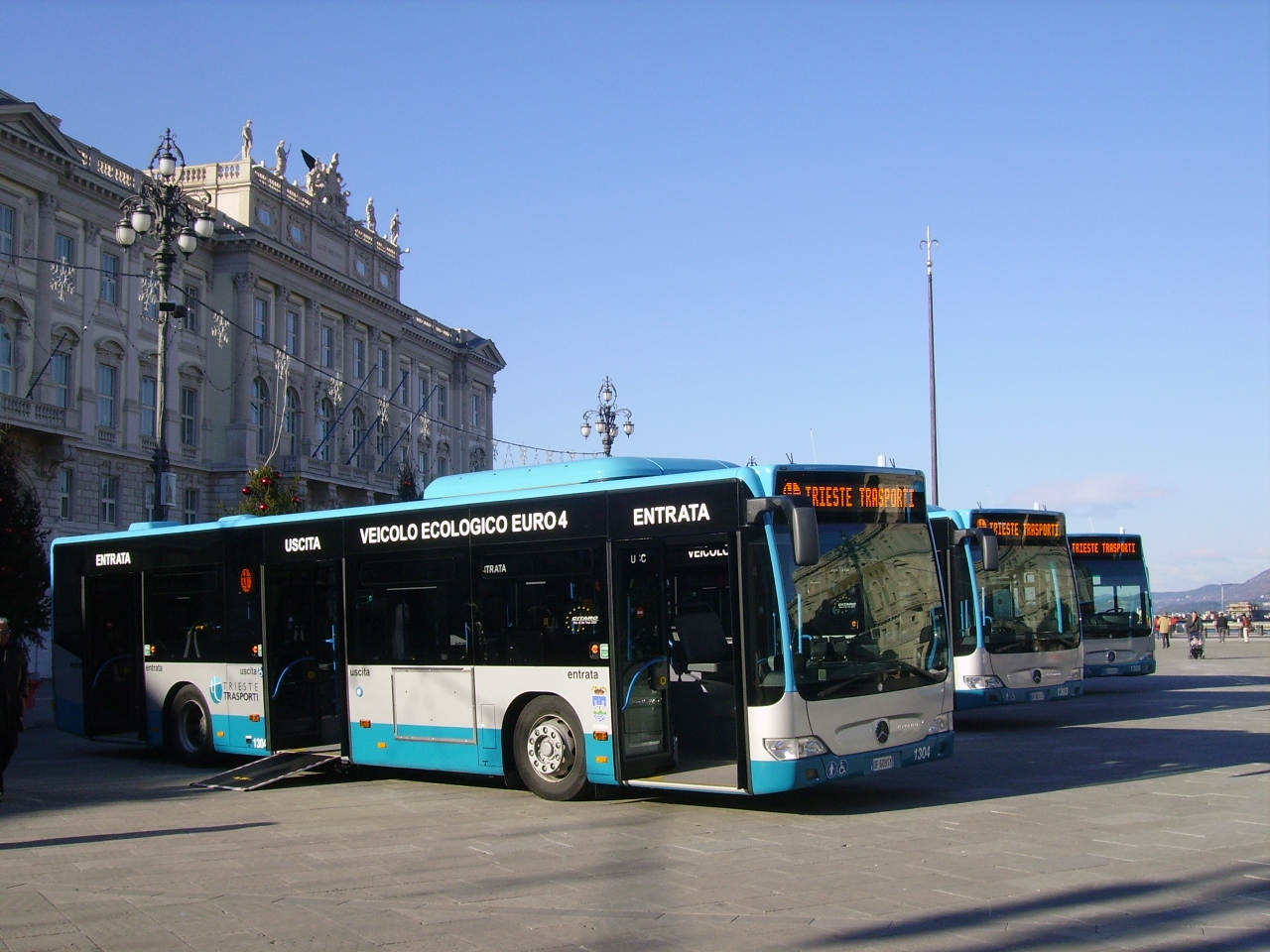
Presentazione dei primi New Citaro in piazza dell'Unità, a Trieste Trasporti. Serie 1301-1305 poi ceduti alla SIA di Brescia.

#### Italia

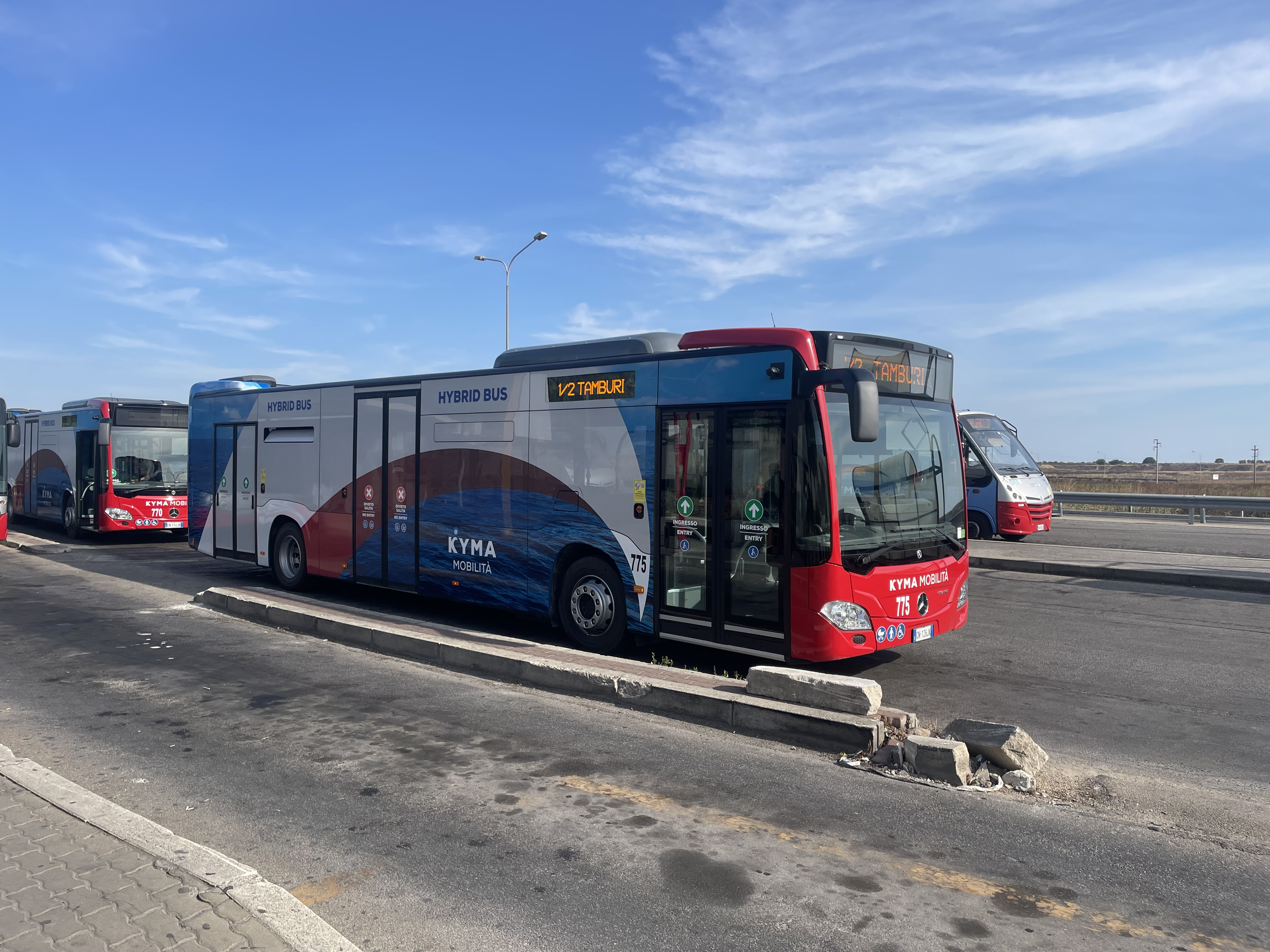
Citaro di KYMA Mobilità a Taranto.

In Italia il mezzo ha riscosso inizialmente molto successo, tuttavia dalla metà degli anni Dieci non sono mancate critiche sulla sua sicurezza, considerato il numero elevato di esemplari a metano andati improvvisamente a fuoco un po' ovunque per guasti di natura elettromeccanica (ascrivibili in alcuni casi a scarsa manutenzione).
I maggiori quantitativi sono stati acquistati dalle aziende ATAC (Roma) e ATM (Milano), con rispettivamente oltre 580 esemplari a Roma (gasolio e mild hybrid) e oltre 170 a Milano; proprio nel capoluogo meneghino sono presenti anche tre prototipi di Citaro O530 BZ alimentati ad idrogeno. La flotta di CTM può vantare 140 mezzi circa nella sua flotta. Infine, KYMA Mobilità (Taranto) ne possiede circa 63, di cui 55 mild hybrid acquistati nuovi e i restanti a gasolio tradizionale acquistati usati da aziende tedesche. In quantitativi minori il mezzo è stato presente nelle flotte di: MOM treviso, Actv, ANM (Napoli), ARST, ASPO Olbia, fnma, ATP (Sassari) e ATP (Nuoro), Autoguidovie, Busitalia - Sita Nord, Conerobus, CSTP (Salerno) poi Busitalia Campania, CTP (Napoli), DolomitiBus, ATV, Trieste Trasporti (degni di nota i New Citaro K a 3 porte, introdotti sul mercato italiano su richiesta dell'azienda), Umbria Mobilità, FNM Autoservizi, ATM Messina, Trasporto Passeggeri Emilia-Romagna, TPL FVG, AMT GENOVA, Autolinee Toscane, APAM e Start.

#### Polonia
Nel 2021 24 esemplari di eCitaro sono stati acquistati dalla città di Danzica.

#### Regno Unito

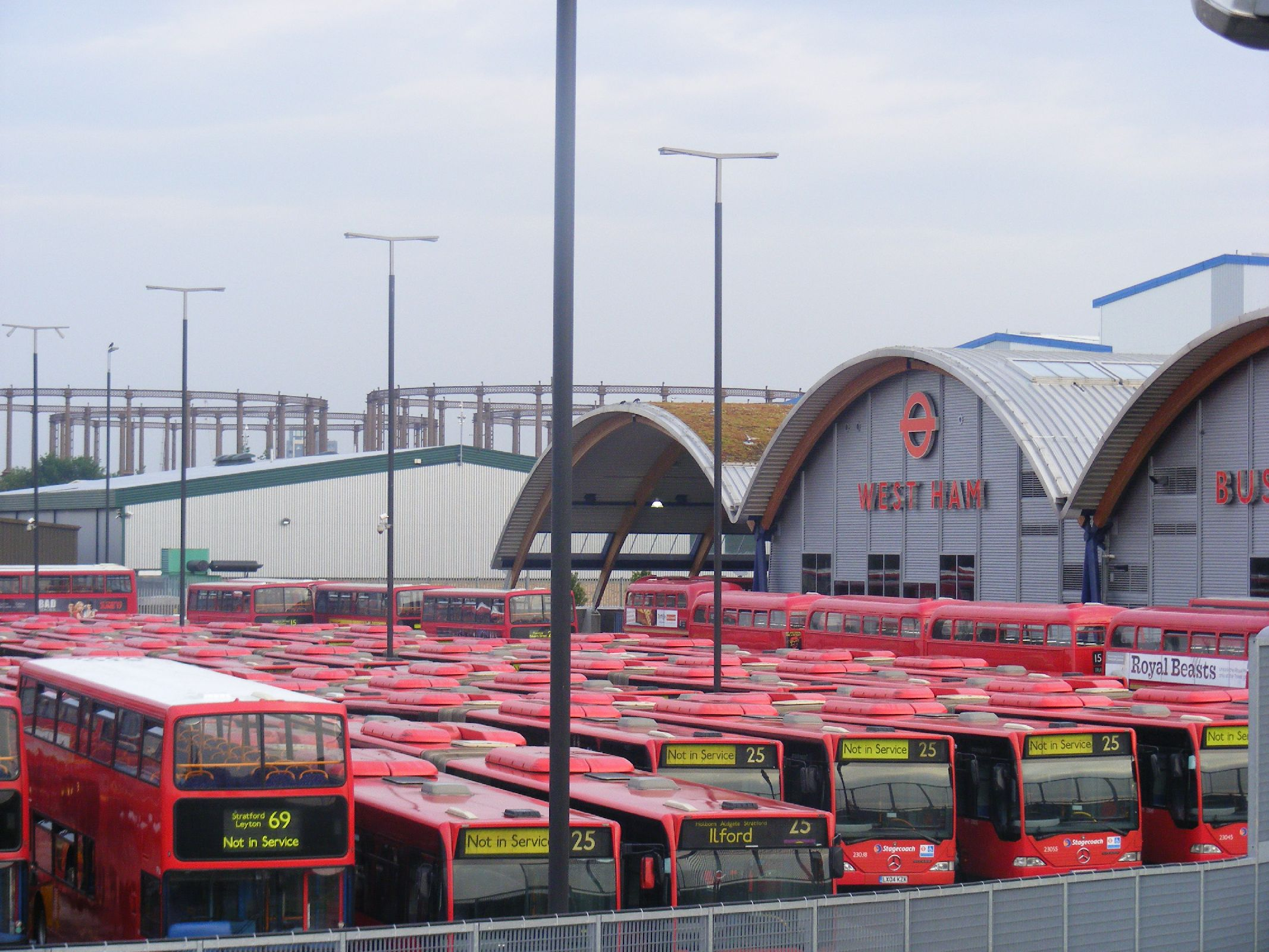
I Citaro londinesi presso il deposito di West Ham

Una versione modificata con guida a destra è stata commercializzata nel Regno Unito. In particolare nel 2002 la città di Londra decise di acquistare alcuni autosnodati per il servizio urbano nella capitale inglese; tuttavia questi mezzi furono radiati entro il dicembre 2011 in quanto definiti "troppo ingombranti" e inadatti alle curve troppo strette. Questi mezzi sono poi stati acquistati da diversi operatori inglesi, e 68 esemplari sono stati esportati sull'isola di Malta da Arriva.

#### Scandinavia
Il mezzo ha riscosso successo anche nei paesi scandinavi. In Norvegia diversi esemplari sono stati presenti nella flotta di Norgesbuss, che nel 2019 ha acquistato anche sei eCitaro, mentre in Svezia sono presenti 23 CapaCity L a quattro assi presso TÜV Rheinland mentre Bergkvarabuss ha ottenuto cinque eCitaro.

#### Slovenia
Sul territorio sloveno sono presenti in molteplici città, in particolare a Capodistria e a Lubiana, dove la flotta è composta in buona parte dalla versione autosnodato.

#### Svizzera
Nel 2021 Basler Verkehrs-Betriebe ha acquistato un totale di 54 eCitaro, seguita da Baselland Transport che ne ha acquistati 13.

#### Ungheria
Nel 2012 VT Transman, società del gruppo Arriva, ha acquistato 159 Citaro per la BKK di Budapest, mezzi poi entrati in servizio nel 2013.